# Babakanjaya (Gabuswetan)
Babakanjaya is een bestuurslaag in het regentschap Indramayu van de provincie West-Java, Indonesië. Babakanjaya telt 4872 inwoners (volkstelling 2010).